# Nodosarioidea
Nodosarioidea, tradicionalmente denominada Nodosariacea, es una superfamilia de foraminíferos del suborden Lagenina y del orden Lagenida. Su rango cronoestratigráfico abarca desde el Triásico superior hasta la Actualidad.

## Clasificación
Nodosariacea incluye a las siguientes familias:
- Familia Nodosariidae
- Familia Vaginulinidae
- Familia Lagenidae
- Familia Plectofrondiculariidae
- Familia Chrysalogoniidae
- Familia Glandulonodosariidae

Otras familias consideradas en Nodosarioidea y clasificadas actualmente en otras superfamilias son:
- Familia Ellipsolagenidae, ahora en la superfamilia Polymorphinoidea
- Familia Glandulinidae, ahora en la superfamilia Polymorphinoidea
- Familia Marginulinidae, considerada sinónima de familia Vaginulinidae
- Familia Polymorphinidae, ahora en la superfamilia Polymorphinoidea

Un género considerado en Nodosarioidea y no asignado a ninguna familia es:
- Alanyana, de estatus incierto